# Effetto Woodward

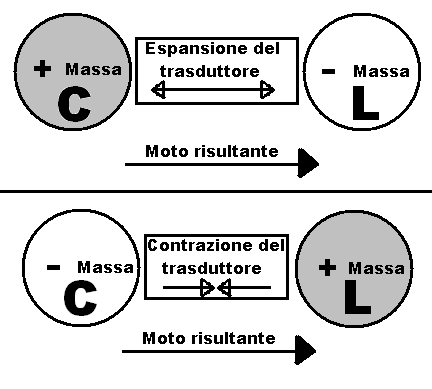
Descrizione schematica dell'effetto Woodward

L'effetto Woodward è una teoria proposta dal fisico James F. Woodward, ricercatore alla California State University di Fullerton, il quale ha ipotizzato che ioni carichi di energia subiscano fluttuazioni transienti di massa quando vengono accelerati.
Benché molti scienziati abbiano espresso dubbi sulla validità di questa ipotesi, essa non è ancora stata confutata a livello teorico. Qualora venga provata, questa teoria consentirebbe di immaginare una nuova classe di motori spaziali che non avrebbero bisogno di espellere materia per funzionare. Alcuni gruppi di ricercatori sono all'opera al fine di condurre esperimenti in grado di provare o confutare l'esistenza di tale effetto.
Woodward ha pubblicato un articolo su questo effetto, che è stato presentato nel 1997 al Breakthrough Propulsion Physics Workshop della NASA. Ha inoltre richiesto un brevetto sui propulsori basati su questo effetto.

## Teorie correlate
L'ipotesi di Woodward è correlata alla formulazione di Dennis William Sciama del principio di Mach, un vago concetto proposto dal filosofo Ernst Mach in cui Albert Einstein vide tra le righe l'idea che "l'inerzia nasca da un certo tipo di interazione tra i corpi".
Woodward stesso ha chiamato la sua ipotesi effetto Mach.
Le fluttuazioni della massa sono ipotizzate come risultato delle reazioni tra gravità e radiazioni basate sull'inerzia. Come già precedentemente formulato da Sciama, Woodward suggerisce che la Teoria assorbitore-emettitore di Wheeler-Feynman sarebbe il metodo corretto per capire l'azione delle forze inerziali istantanee secondo i termini Machiani.
L'ipotesì è inoltre correlata all'effetto Nordtvedt, postulato da Kenneth L. Nordtvedt della Montana State University, che ha osservato come alcune teorie sulla gravità suggeriscano che corpi massivi cadano con differenti accelerazioni dipendenti dalla propria energia gravitazionale intrinseca. Questo effetto violerebbe il principio di equivalenza, che stabilisce l'indipendenza delle leggi di gravitazione dalla velocità e dal luogo, legge fisica considerata fondamentale dalla maggioranza dei fisici teorici.
L'esperimento Lunar Laser Ranging ha mostrato che, se l'effetto Nordtvedt esistesse, sarebbe comunque molto debole.

## Principali critiche

### Conservazione della quantità di moto
La principale critica mossa a questa ipotesi è che l'effetto postulato da Woodward violerebbe il principio di conservazione della quantità di moto. Tuttavia Woodward risponde a questa critica spiegando che ogni dispositivo che provocasse una fluttuazione di massa per derivarne un'accelerazione starebbe usando la massa dell'universo come massa di reazione, cosicché nel sistema di riferimento - l'universo locale - il momento verrebbe conservato.
In tal modo non viene però spiegata la non-località di tale effetto ed esso potrebbe confliggere con la relatività speciale.

### Fondatezza matematica
Un articolo di J.H. Whealton, pubblicato il 4 settembre 2001 dall'Ufficio informazioni scientifiche e tecniche del Dipartimento dell'energia statunitense, ha avanzato seri dubbi sulla fondatezza matematica della teoria di Woodward.
Woodward ha tuttavia replicato evidenziando degli errori nella matematica di Whealton, che a suo parere avrebbe mal compreso i fondamenti dell'effetto.

## Esperimenti
- Nel 2004, John G. Cramer, Curran W. Fey e Damon V. Cassisi dell'Università of Washington hanno annunciato di aver condotto dei test sull'ipotesi di Woodward, i cui risultati tuttavia non consentono di trarre conclusioni.[11]

- Il 20 gennaio 2006 Paul March e Andrew Palfreyman hanno presentato i risultati dei loro esperimenti alla conferenza dell'American Institute of Physics: i loro risultati eccedono le previsioni di Woodward di uno o due ordini di grandezza.[5]

- Sempre nel 2006, ricercatori degli Austrian Research Centers hanno pubblicato uno studio effettuato usando un sensibilissimo strumento di misura della spinta. I risultati conclusivi non si sono verificati in completo accordo con quelli annunciati da Woodward, ma vista l'importanza dell'oggetto della ricerca hanno raccomandato ulteriori test.[12]

Tutti questi risultati vanno tuttavia considerati alla luce delle sopra citate conclusioni di Whealton.